# Morti nel 740
| Questa pagina contiene informazioni ricavate automaticamente dalle voci biografiche con l'ausilio del template Bio e di un bot. L'aggiornamento è periodico e automatico e ricostruisce completamente la pagina. Se manca una persona in questa lista, sei pregato di non aggiungerla, ma accertati piuttosto che la sua voce biografica contenga il template Bio e che i dati anagrafici siano correttamente compilati. Se il template Bio manca, inseriscilo tu stesso o, in alternativa, metti l'avviso {{tmp\|Bio}} che ne segnala la mancanza. Se i dati riportati sono sbagliati, correggi direttamente la voce biografica; le modifiche saranno visibili in questa lista entro pochi giorni. Per chiarimenti vedi il progetto biografie. La lista contiene solo le 13 persone che sono citate nell'enciclopedia e per le quali è stato implementato correttamente il template Bio. Pagina aggiornata al 13 gen 2025. |

- 4 luglio - Andrea di Creta, vescovo bizantino
- 20 ottobre - Acca di Hexham, vescovo, santo e abate britannico
- Adalberto di Egmond, religioso e santo anglosassone
- Cirillo di Reggio, vescovo e santo bizantino
- Etelardo del Wessex, sovrano
- Farailde di Gand, nobile belga (n. 650)
- Ilderico di Spoleto, nobile longobardo
- Lucerio di Moriana, abate franco (n. 650)
- Meng Haoran, poeta cinese (n. 689)
- Pethion, vescovo cristiano orientale siro
- Qingyuan Xingsì, maestro zen cinese (n. 660)
- Zayd ibn Ali (n. 695)
- Maysara al-Matghari, rivoluzionario berbero